# Montaren-et-Saint-Médiers
Montaren-et-Saint-Médiers är en kommun i departementet Gard i regionen Occitanien i södra Frankrike. Kommunen ligger i kantonen Uzès som tillhör arrondissementet Nîmes. År 2022 hade Montaren-et-Saint-Médiers 1 390 invånare.

## Befolkningsutveckling
Antalet invånare i kommunen Montaren-et-Saint-Médiers
Referens:INSEE